# أدوات تنظيف الأسنان

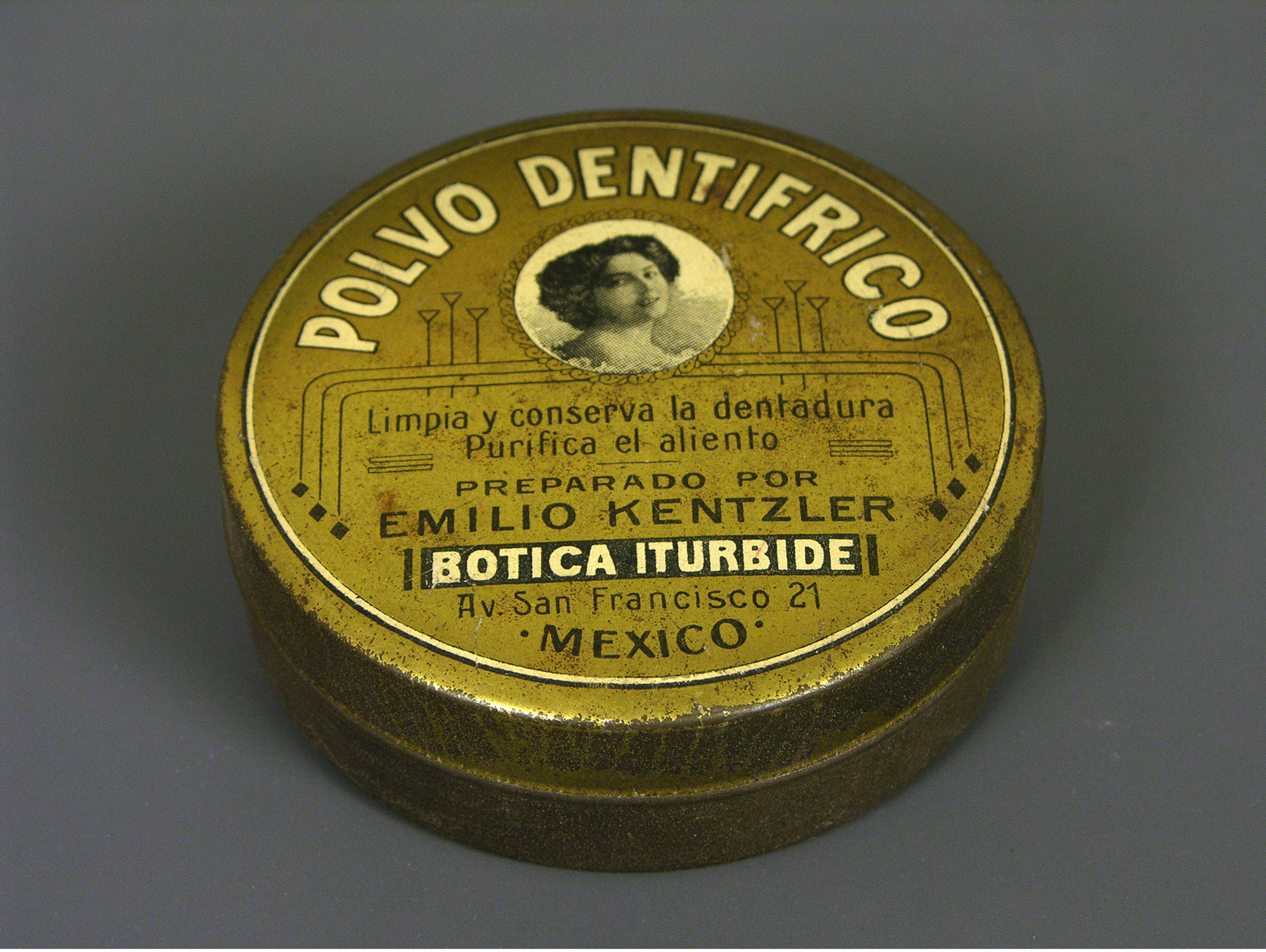
بودرة أسنان ماركة Botica Iturbide (أوائل القرن العشرين، المكسيك) من المجموعة الدائمة لـ Museo del Objeto del Objeto.

تعد أدوات تنظيف الأسنان، بما في ذلك معجون الأسنان ومسحوق الأسنان، عوامل تستخدم جنبًا إلى جنب مع فرشاة الأسنان لتنظيف وتلميع الأسنان الطبيعية. يتم توفيرها في شكل معجون أو مسحوق أو جل أو سائل. تم إنتاج العديد من أنواع معجون الأسنان على مر السنين، ويركز بعضها على إستراتيجيات التسويق لبيع المنتجات، مثل تقديم إمكانات التبييض. أكثر أنواع معجون الأسنان الأساسية التي يوصي بها أطباء الأسنان هي معجون الأسنان الذي يستخدم مع فرشاة الأسنان للمساعدة في إزالة بقايا الطعام واللويحات السنيّة.
(Dentifrice) هي أيضًا الكلمة الفرنسية لمعجون الأسنان.

## أنواع معجون الاسنان

### معجون الاسنان
معجون الأسنان هو معجون أسنان يستخدم مع فرشاة الأسنان للمساعدة في الحفاظ على نظافة الفم. المكونات الأساسية هي مادة كاشطة، ومُجلّد، وفاعل بالسطح ومرطّب. كما تستخدم مكونات أخرى. الغرض الرئيسي من المعجون هو المساعدة في إزالة الحطام واللويحات مع بعض المسوق لخدمة وظائف ثانوية مثل منعش التنفس وتبييض الأسنان.

### مسحوق الاسنان

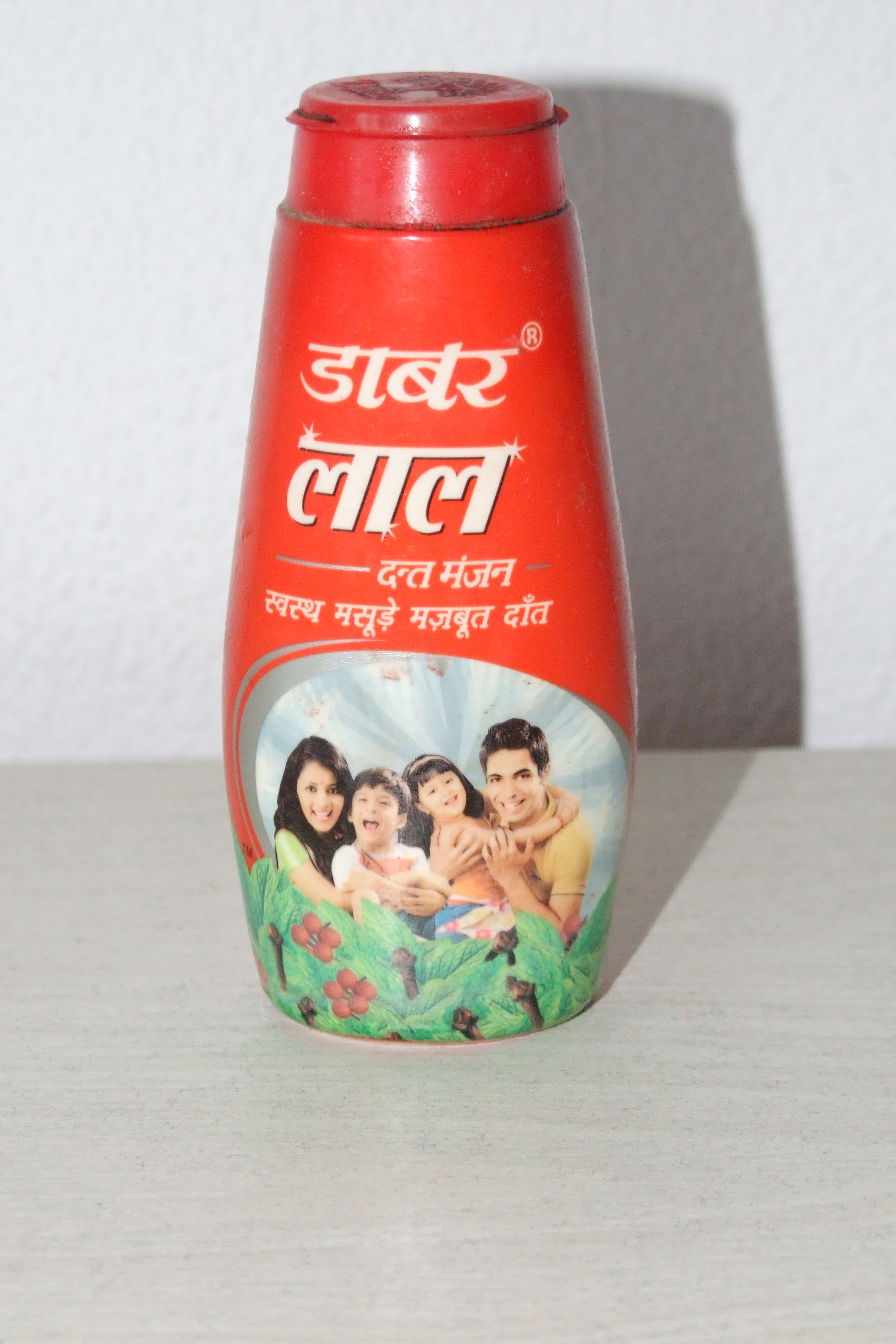
مسحوق الأسنان الأحمر من الهند

مسحوق الأسنان هو بديل لمعجون الأسنان. قد يتم بيع الإصدارات الحديثة مع أو بدون الفلوريد. تم استخدام مسحوق الأسنان تاريخياً بين الرومان لتنظيف وتبييض الأسنان، لإصلاحها عندما تكون فضفاضة، لتقوية اللثة، ولتخفيف ألم الأسنان. صنعوا مسحوق الأسنان من مجموعة متنوعة من المواد، مثل العظام والحوافر وقرون بعض الحيوانات ؛سرطان البحر، المحار وقشور سمك الأُرْجُوان؛ وقشور البيض. تم اختزال هذه المكونات إلى مسحوق ناعم، وأحيانًا بعد حرقها مسبقًا. احتوت بعض النسخ على العسل، المر المطحون، ملح البارود، الملح، وقرن الأيل، والتي ستضاف بعد عملية المسحوق الأولية. أفاد بليني الأكبر عن استخدام الخفاف المطحون(حجر اسفنجي) كمعجون. يمكن القول إن أشهر ما ذكر للعناية بالأسنان بين الرومان تم العثور عليه في رسالة كتبها أبوليس (Apuleius )، الذي يقول أن استخدام مسحوق الأسنان هو شيء لا يُخجل من استعماله، خاصة مقارنة بالأشياء البغيضة تمامًا التي يفعلونها في إسبانيا". يقتبس أبيوليوس عن كاتولوس قوله إنه سيستخدم بوله "لتنظيف أسنانه ولثته الحمراء"
. بحلول عام 1924، تم تعدين التراب الدياتومي لمسحوق الأسنان. في العصر الحديث، كانت صودا الخبز هي أكثر أنواع بودرة الأسنان استخدامًا، على الرغم من أن الآن قد حلت محلها معاجين الأسنان التجارية.
كان استخدام المواد المسحوقة مثل الفحم والطوب والملح لتنظيف الأسنان منتشرًا على نطاق واسع في الهند، خاصة في المناطق الريفية. تم وضع مسحوق الأسنان الحديث كبديل فعال من حيث التكلفة لمعجون الأسنان، حيث يتم تطبيقه بإصبع السبابة دون الحاجة إلى استخدام فرشاة أسنان.

### غسول الفم
تأتي غسول الفم في مجموعة متنوعة من التراكيب، حيث يدعي الكثير أنها تقتل البكتيريا التي تشكل اللويحات أو تنعش النفس. عادةً ما يوصى باستخدامها في شكلها الأساسي بعد تنظيف الأسنان بالفرشاة، لكن بعض الشركات المصنعة توصي بشطف ما قبل الفرشاة. أوصت أبحاث طب الأسنان باستخدام غسول الفم للمساعدة في تنظيف الأسنان بدلاً من استبدالها، لأن طبيعة اللويحات المقاومة للاتصاق تمنع إزالتها بنشاط بواسطة المواد الكيميائية وحدها، ويلزم فصل مادي للبروتينات اللاصقة.

### صابون الأسنان
ينظف صابون الأسنان اللثة وكذلك الشقوق والحفر في الأسنان باستخدام الصابون. يساعد الصابون على إزالة الزيوت والبقايا والملوثات الأخرى.